# Fundacja Wyspa Progress
Fundacja Wyspa Progress – polska fundacja z siedzibą w Gdańsku założona w 1994 roku, od 2005 roku ma status organizacji pożytku publicznego. Fundatorami byli Jarosław Bartołowicz, Adam Gajda i Grzegorz Klaman.
Fundacja prowadziła Galerię Wyspa w Gdańsku, zamkniętą w 2002 roku. W 2004 roku w ramach organizacji powstał Instytut Sztuki Wyspa. Prezesem zarządu fundacji jest Klaman, a wiceprezesem była Aneta Szyłak (do 2015).
Wyspa Progress organizuje wystawy związanych z nią artystów, wspiera rozwój twórczości oraz prowadzi jej dokumentację, a także kieruje działalnością IS Wyspa i Modelarnią. Od 2010 roku organizuje Międzynarodowy Festiwal Sztuki Alternativa. Prowadzi Archiwum Cenzury Sztuki (wspólnie z AICA).